# 4182 Mount Locke
A 4182 Mount Locke (ideiglenes jelöléssel 1951 JQ) a Naprendszer kisbolygóövében található aszteroida. McDonald Observatory fedezte fel 1951. május 2-án.